# Мизано Адријатико
Мизано Адријатико (итал. Misano Adriatico) је насеље у Италији у округу Римини, региону Емилија-Ромања.
Према процени из 2011. у насељу је живело 4325 становника. Насеље се налази на надморској висини од 3 м.

## Становништво
Према резултатима пописа становништва 2011. у општини је живело 12.252 становника.
| 1951. | 1961. | 1971. | 1981. | 1991. | 2001.  | 2011.  |
| ----- | ----- | ----- | ----- | ----- | ------ | ------ |
| 4.502 | 5.202 | 6.349 | 7.898 | 8.831 | 10.174 | 12.252 |